# Mitsubishi Materials

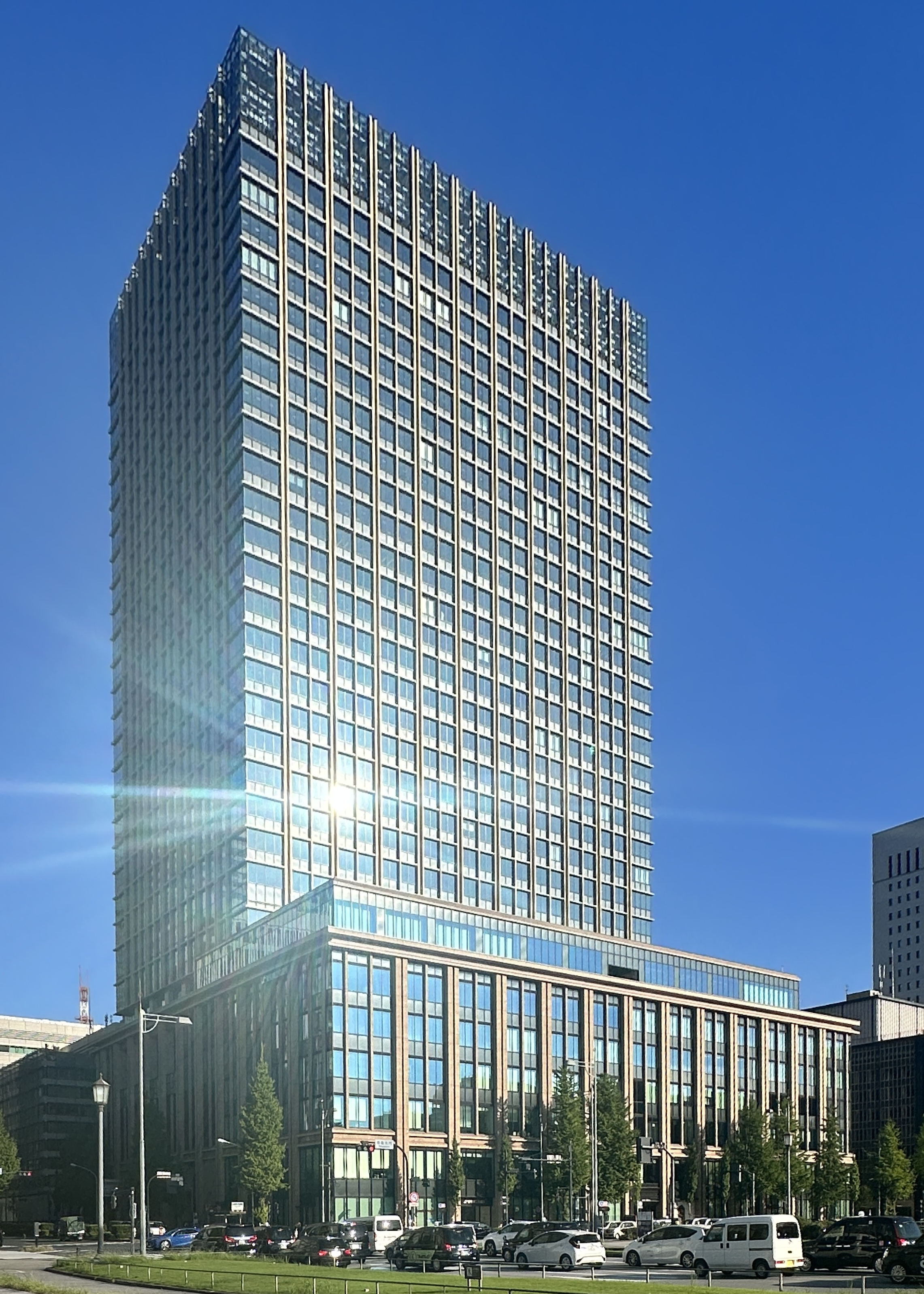
Edificio Maronouchi Nijubashi, sede de Mitsubishi Materials.

Mitsubishi Materials Corporation (三菱マテリアル株式会社 Mitsubishi Materiaru Kabushiki Kaisha?) o MMC, es una compañía japonesa. Es una de las compañías de las centrales del Grupo Mitsubishi. Cotiza en el Nikkei 225.

## Resumen de negocios
Mitsubishi Materials Corporation tiene 7 secciones de negocios, que son:
- Cement Business
- Metals Business
- Advanced Materials & Tools Business
- Electronic Materials & Components Business
- Energy Business
- Precious Metals Business
- Recycling Business